# CD63
CD63 ist ein Oberflächenprotein aus der Gruppe der Tetraspanine.
CD63 dient in der Medizin als Marker für die Aktivierung von Basophilen (ein Typ der Immunzellen) und wird zur Diagnose einer Immunglobulin-E-basierten Allergie verwendet (basophil activation test, BAT). Weiterhin wird es in der Biochemie zur Lokalisierung bestimmter Membranstrukturen (den multivesicular bodies) innerhalb von Zellen verwendet. Daneben dient es bei Blutplättchen (ein Typ Blutzellen) als Marker für eine erfolgte Aktivierung und Degranulation im Zuge einer Blutgerinnung.
Ein Mangel an CD63 ist mit einer Form des Hermansky-Pudlak-Syndroms assoziiert.

## Eigenschaften
Als Tetraspanin ist CD63 ein Transmembranprotein, das Biomembranen (wie die Zellmembran) vierfach durchspannt. CD63 ist ein Zelladhäsionsmolekül und beteiligt an der Vermeidung der Apoptose, an der Reorganisation des Zytoskeletts und der Zelladhäsion. In der Zelle befindet sich CD63 an der Zellmembran, in Endosomenmembranen und Lysosomenmembranen. Die Einstülpung des CD63 von der Zellmembran erfolgt über zwei Mechanismen, via Clathrin und via Caveolae. Außerhalb von Zellen kommt es in Exosomen vor.
CD63 wird unter anderem von Melanomen, aber auch von blutbildenden Zellen wie Blutplättchen, Basophilen und Leukozyten gebildet. CD63 ist glykosyliert und palmitoyliert. Die Menge an CD63 auf der Zelloberfläche von Basophilen ist ein stellvertretendes Maß für die Ausschüttung von Histamin (der charakteristischen Eigenschaft der Basophilen), z. B. im Zuge einer allergischen Reaktion, wie auch CD203c.

## Interaktionen
CD63 ist der Rezeptor von TIMP1. Es ist an der Aktivierung von Integrin beta-1 beteiligt, wodurch Akt, FAK/PTK2 und MAP-Kinasen aktiviert werden. CD63 reguliert die Endozytose von VEGFR2 und P-Selektin. Weiterhin bindet CD63 an CD117 und CD82.